# Kazuto Sakata
Kazuto Sakata (japonsky: 坂田 和人, * 15. srpna 1966 Kōtō) je bývalý japonský motocyklový závodník. V letech 1991–1999 jezdil Mistrovství světa silničních motocyklů v kubatuře 125 kubických centimetrů. Dvakrát se v ní stal mistrem světa, v letech 1994 a 1998. V letech 1993 a 1995 skončil celkově druhý. Celkem v seriálu Grand Prix odjel 126 závodů, 11 z nich vyhrál a 41× stál na pódiu. Obzvláště se mu dařilo na Velké ceně v Brně, kterou třikrát vyhrál (1993, 1994, 1995). V roce 1994 se stal prvním japonským motocyklovým závodníkem jezdícím pro evropskou stáj, když podepsal smlouvu s Aprilií. Na Aprilii také získal oba své tituly.